# Orijentalni institut u Sarajevu
Orijentalni institut u Sarajevu javna je znanstvenoistraživačka ustanova sa znanstvenim fokusom na orijentalne jezike, književnost i orijentalni utjecaj na tekovine bošnjačkoga jezika i stvaralaštva. Osnovan je 1950. godine Uredbom Vlade Narodne Republike Bosne i Hercegovine. Orijentalni institut dio je Sveučilišta u Sarajevu.
U okviru svoga rada Orijentalni institut povremeno organizira znanstvene skupove (domaćega, regionalnoga i širega međunarodnoga karaktera) kao jedan od oblika razmjene znanstvenih iskustava i upoznavanja s radom drugih znanstvenoistraživačkih ustanova i pojedinaca koji se bave sličnima problemima.
U ratu u Bosni i Hercegovini 17. svibnja 1992. godine zapaljena je zgrada Orijentalnoga instituta u Sarajevu. Tada su uništena brojna rukopisna djela neprocjenjive vrijednosti. Vrlo mali broj djela se sačuvao. Orijentalni institut danas je smješten u bivšoj Kasarni Maršal Tito (Kampus Sveučilišta Sarajevo), u Ulici Zmaja od Bosne 8b.

## Funkcija Orijentalnoga instituta
Osnovni zadatci Orijentalnoga instituta su da:
- prikuplja, obrađuje i objavljuje rukopisnu i arhivsku građu na arapskome, turskome i perzijskome jeziku,
- proučava orijentalne jezike i njihove književnosti s posebnim osvrtom na stvaralaštvo Bošnjaka na orijentalnim jezicima,
- proučava povijest, kulturnu povijest i orijentalnu umjetnost u Bosni i Hercegovini,
- radi na usavršavanju znanstvenoga i stručnoga kadra u području orijentalistike,
- surađuje sa srodnima institucijama u zemlji i inozemstvu,
- objavljuje rezultate svoga znanstvenoistraživačkoga rada putem svojih izdanja.

## Direktori Orijentalnoga Instituta u Sarajevu
U dosadašnjoj povijesti na čelu Orijentalnoga instituta nalazili su se kao direktori ili kao vršioci dužnosti direktora:
- Branislav Đurđev 1950. – 1964.
- Nedim Filipović 1964. – 1969.
- Avdo Sućeska 1969. – 1974.
- Sulejman Grozdanić 1974. – 1982.
- Muhamed Mujić 1982. – 1984.
- Ahmed Aličić 1984. – 1985.
- Sulejman Grozdanić 1985. – 1989.
- Ahmed Aličić 1989. – 1992.
- Lejla Gazić 1992. – 1994.
- Fehim Nametak 1994. – 1998.
- Behija Zlatar 1998. – 2013.
- Adnan Kadrić 2013. – danas

## Upravna struktura
Pored direktora upravnu strukturu Orijentalnoga instituta čine Naučno vijeće, Upravni odbor i Nadzorni odbor.

## Znanstveno-stručni suradnici
Dosadašnji djelatnici Orijentalnoga instituta: Branislav Đurđev, Nedim Filipović, Hazim Šabanović, Hamid Hadžibegić, Ešref Kovačević, Fehim Spaho, Medžida Selmanović, Dušanka Bojanić, Teufik Muftić, Besim Korkut, Omer Mušić, Muhamed Mujić, Alija Bejtić, Džemal Ćehajić, Salih Trako, Ismet Kasumović, Sulejman Grozdanić, Avdo Sućeska, Adem Handžić, Ahmed Aličić, Fehim Nametak, Dr. Amir Ljubović,  Dr. Behija Zlatar, Dr. Lejla Gazić, Dr. Sabaheta Gačanin, Dr. Fazileta Hafizović, Dr. Adnan Kadrić, Dr. Aladin Husić.
Trenutačni djelatnici Orijentalnoga instituta:

### Znanstveni radnici:
- Dr. Fazileta Hafizović
- Dr. Aladin Husić
- Dr. Elma Korić
- Mr. Muamer Hodžić
- Mr. Nihad Dostović
- Dr. Sabaheta Gačanin
- Dr. Adnan Kadrić
- Dr. Ahmed Zildžić
- Dr. Amina Šiljak-Jasenković
- Dr. Alma Omanović-Veladžić
- Dr. Dželila Babović
- Mr. Dženita Karić
- Mr. Berin Bajrić
- Mr. Madžida Mašić
- Mr. Aida Smailbegović

### Ostali radnici
- Nenad Filipović
- Mubera Bavčić

## Izdanja Orijentalnoga instituta
- Rezultate znanstvenoga rada djelatnici Orijentalnoga instituta objavljuju u časopisu Prilozi za orijentalnu filologiju (skraćeno: POF). Zastupljeni su radovi iz područja povijesti Bosne i Hercegovine u Osmanskome Carstvu, književnosti na arapskome, turskome i perzijskome jeziku, islamske arhitekture i umjetnosti, te prijevodi, ocjene, kritike i prikazi.

- Značajne radove Institut objavljuje u seriji Monumenta Turcica Historiam Slavorum Meridionalium Illustrantia. U ovoj seriji objavljuju se povijesni izvori značajni za izučavanje prošlosti Balkana.

- U izdanju Posebna izdanja objavljuju se monografije o pojedinim temama.

## Vanjske poveznice
|  | Zajednički poslužitelj ima još gradiva o temi Orijentalni institut u Sarajevu |

- Službena web stranica Orijentalnoga instituta u Sarajevu
- Orijentalni institut u Sarajevu, Hrvatska enciklopedija